# Habenaria pallideviridis
Habenaria pallideviridis är en orkidéart som beskrevs av Gunnar Seidenfaden och K.M.Matthew. Habenaria pallideviridis ingår i släktet Habenaria och familjen orkidéer. Inga underarter finns listade i Catalogue of Life.